# Овалле, Алонсо де
Алонсо де Овалле (исп. Alonso de Ovalle; 27 июля 1603, Сантьяго — май 1651, Лима) — чилийский священник-иезуит, историк, летописец Генерал-капитанства Чили.

## Биография

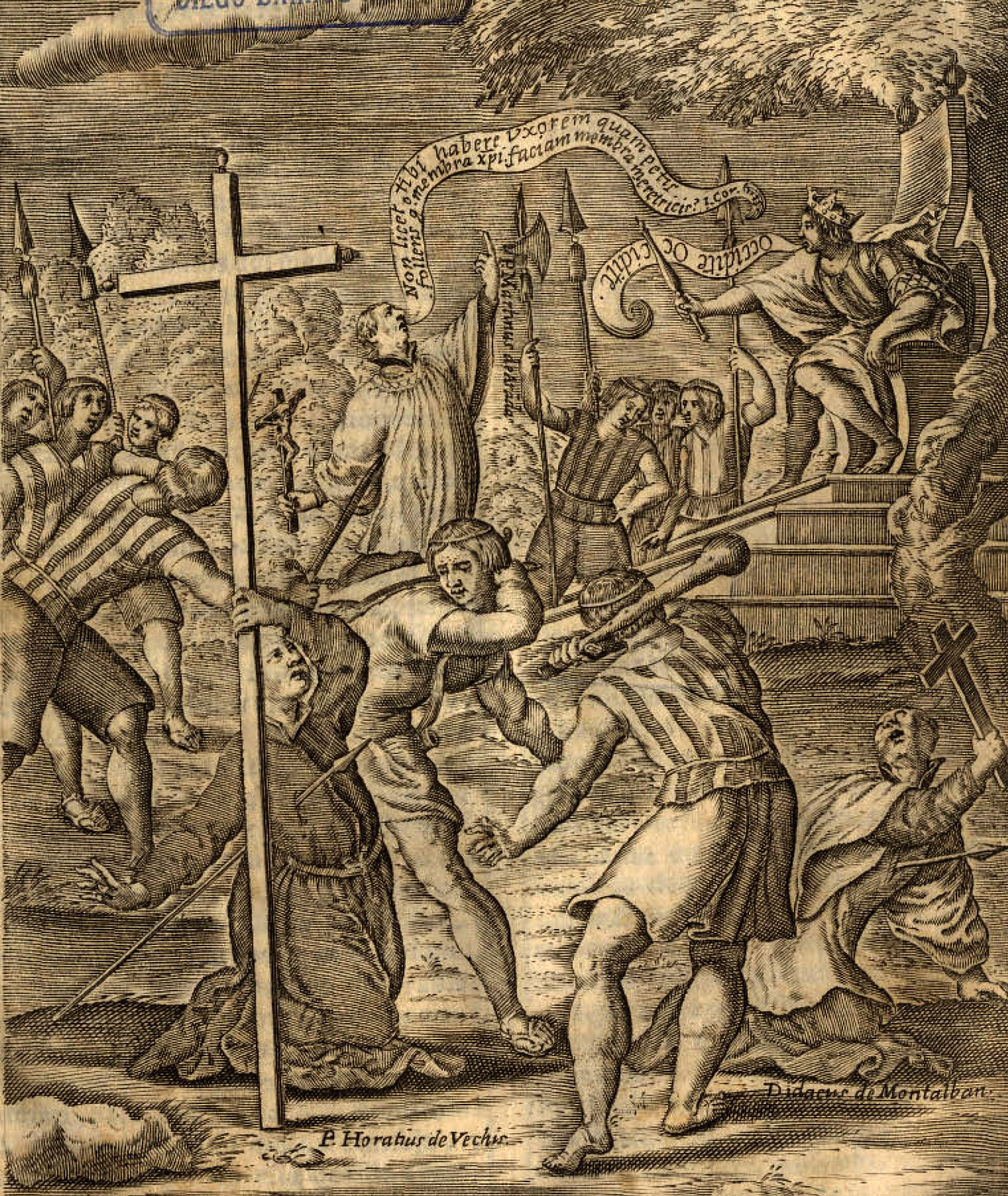
«Иезуиты принимают мученическую смерть от индейцев в 1612 году» (А. де Овалле, 1646)

Правнук генуэзского мореплавателя Джованни Баттисты Пастене. Изучал богословие, после 11 лет учебы был рукоположен в священники-иезуиты. С тех пор посвятил себя просвещению и миссионерству.
Побывал в Мадриде и Риме. Был назначен прокурором иезуитской вице-провинции Чили.

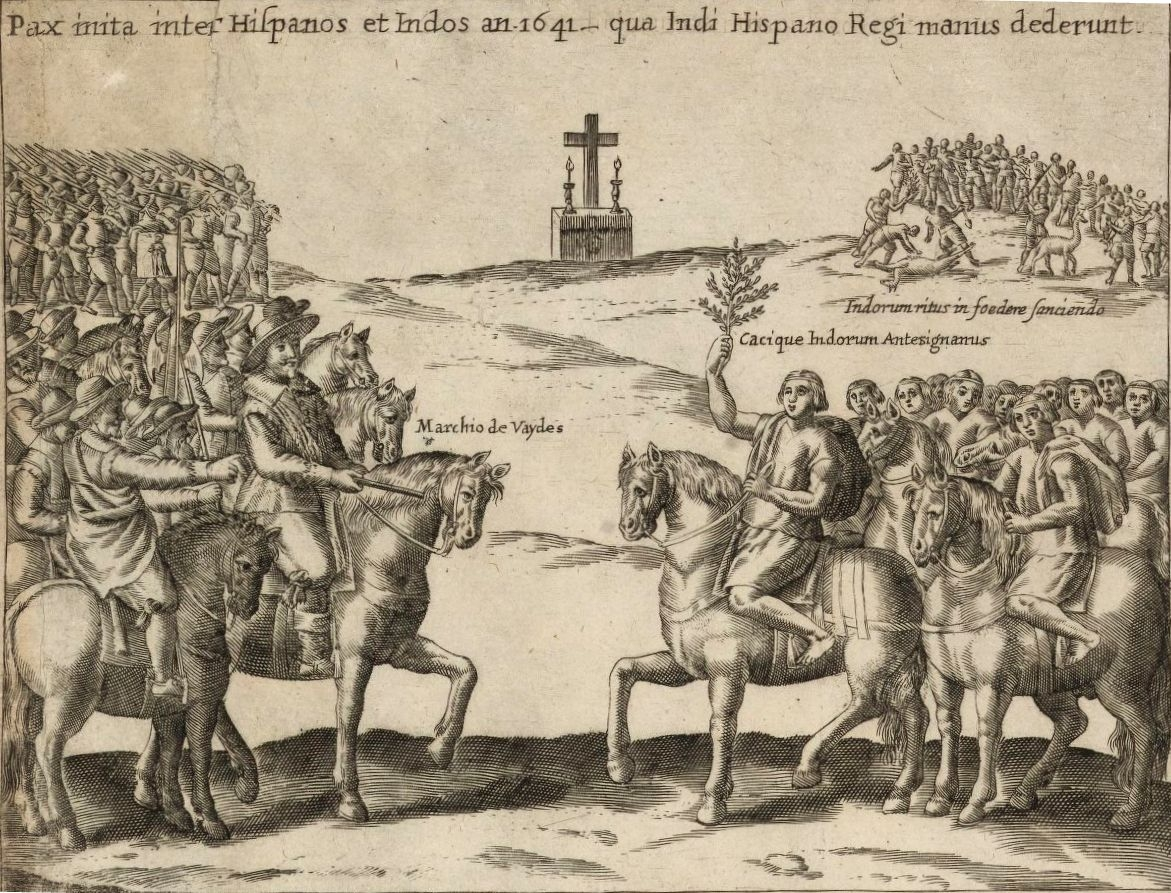
Гравюра Алонсо де Овалье с изображением встречи испанцев и арауканов для заключения мира (1646)

Автор труда Historica relacion del Reyno de Chile y de las missiones y Ministerios queercita en él la Compañía de Jesus , описывающего историю завоевания Чили и войну с арауканами .

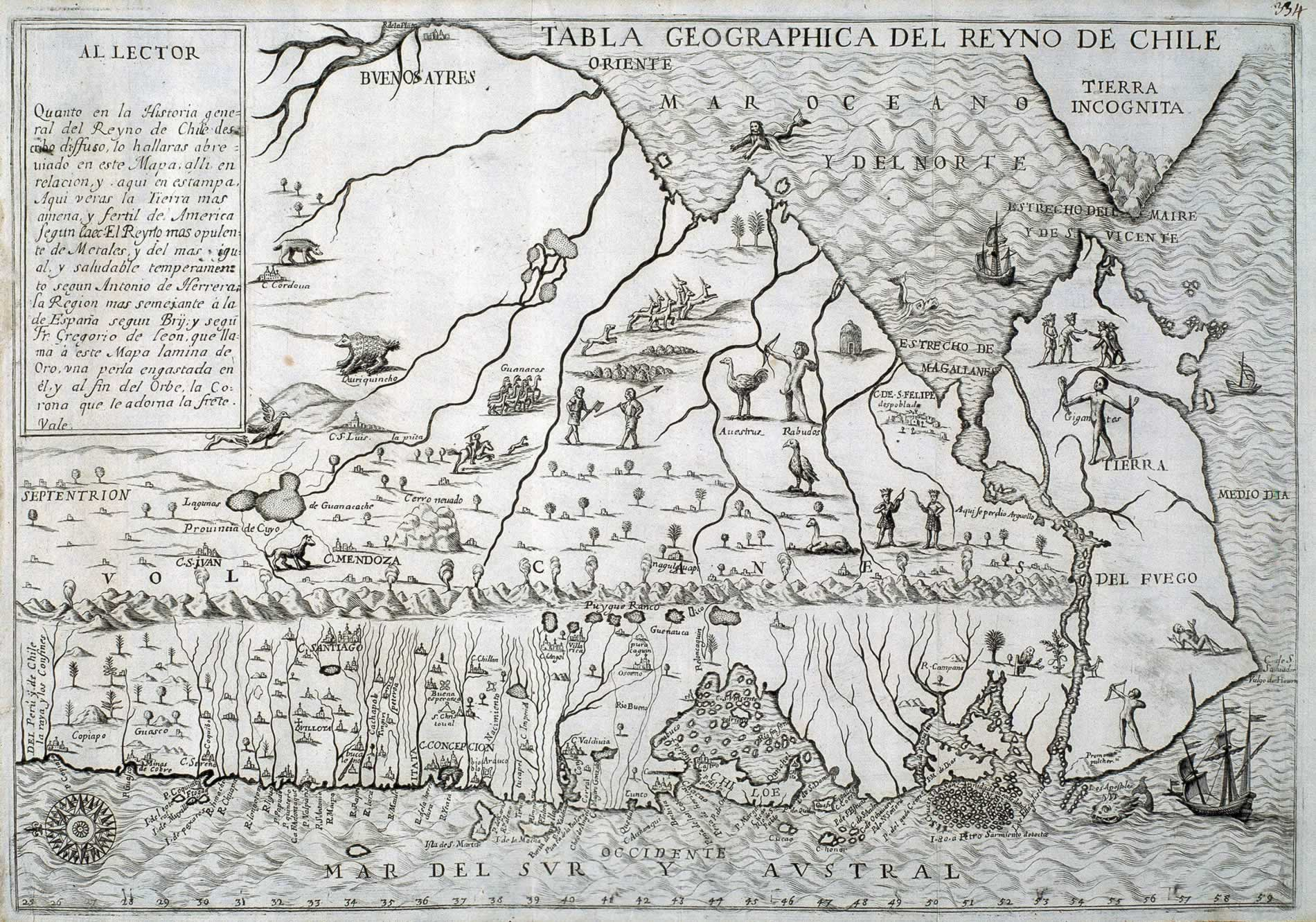
Историческая карта Генерал-капитанства Чили. XVII век

## Избранные сочинения
- La relación verdadera de las paces que capituló con el araucano rebelado el Marqués de Baides : œuvre historique sur les traités de paix signés par le marquis de Baides, gouverneur du Chili à partir de 1638.
- Arboles de las descendencias de las muy nobles casas y apellidos de los Rodríguez del Manzano, Pastenes y Ovalles : œuvre généalogique sur la famille d’Alonso de Ovalle
- Histórica Relación del Reino de Chile (1646)5 : œuvre historique et géographique sur le royaume du Chili, de sa découverte par les Espagnols jusqu’en 1646